# Cargol gegant de Ghana

[[Fitxer:
-s.jpg|miniatura|upright=.7]]

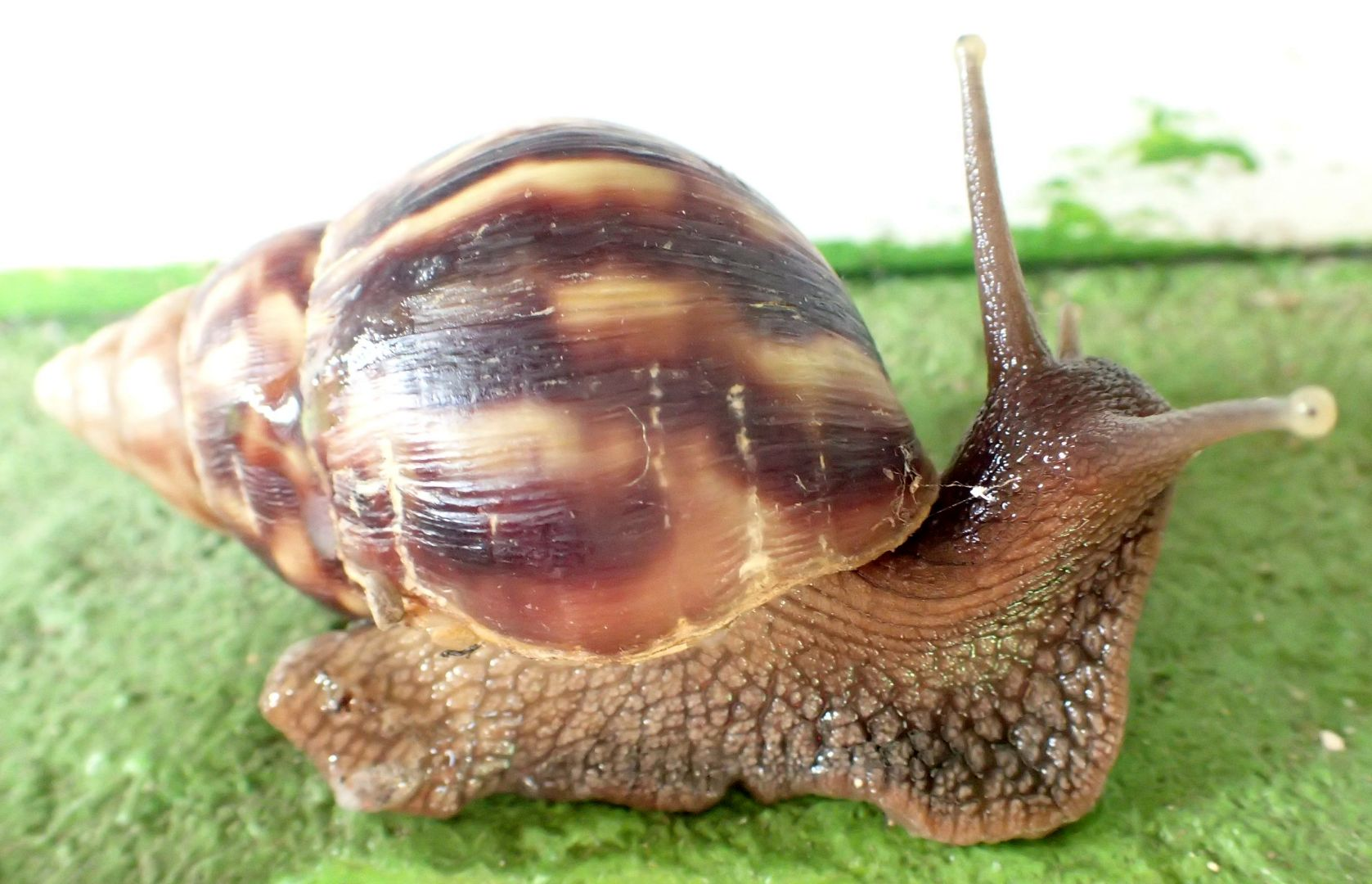

El caragol gegant de Ghana (Achatina achatina) és una espècie de gastròpode eupulmonat terrestre de la família Achatinidae. És l'espècie més grossa de cargol terrestre que es coneix, junt amb altres espècies de la mateixa família. Aquesta espècie és autòctona dels boscos de Ghana, Àfrica.
Aquests cargols es fan servir com animals de companyia en alguns llocs d'Europa occidental però està prohibida la seva entrada i comercialització als Estats Units. Els senyals de la seva closca permeten distingir un individu d'un altre.

## Característiques
Com gairebé tots els gastròpodes pulmonats són hermafrodites. La closca fa fins a 18 cm de llarg amb un diàmetre de 9 cm, tanmateix alguns exemplars en estat salvatge han arribat a fer 30 x 15cm, i són els cargols de terra més grans del món. Hi ha un exemplar captiu que supera aquestes xifres, s'anomena Gee Geronimo fa una llargada total de 39 cm (la closca fa 27 cm) i un pes d'entre 0,9 a 1 kg.